# Grammy Award for årets indspilning
Grammy for årets indspilning (Record of the Year) er en amerikansk pris der uddeles af Recording Academy for årets bedste udgivelse, typisk en single. Prisen gives til sangeren el gruppen bag udgivelsen, ikke komponisten. Prisen har været uddelt siden 1959.
Record of the Year er én af de meste prestige-fyldte Grammy-priser, og vel én af de vigtigste priser i musik-industrien. Reglerne for hvem der modtager prisen er blevet ændret to gange i årenes løb:
- 1959-1965: Kun kunstner(e)
- 1966-1998: Kunstner(e) og producer.
- siden 1999: Kunstner, producer og tekniker(e).

Det sker ofte at en sang er nomineret til både Record of the year og Song of the Year, og i en række tilfælde har en udgivelse vundet begge priser.

## Vindere
- 2009: T-Bone Burnett (producer), Mike Piersante (teknik), Alison Krauss & Robert Plant: Please Read the Letter
- 2008: Mark Ronson (producer), Tom Elmhirst, Vaughan Merrick, Dom Morley, Mark Ronson & Gabriel Roth (teknik), Amy Winehouse for Rehab*
- 2007: Rick Rubin (producer), Chris Testa, Jim Scott & Richard Dodd (teknik), Dixie Chicks for Not Ready to Make Nice*
- 2006: Rob Cavallo & Green Day (producer), Chris Lord-Alge & Doug McKean (teknik), Green Day for Boulevard Of Broken Dreams
- 2005: John Burk (producer), Terry Howard, Al Schmitt (teknik), Ray Charles & Norah Jones for Here We Go Again
- 2004: Ken Nelson (producer & teknik), Mark Phythian (teknik) & Coldplay (producer, teknik & kunstner) for Clocks
- 2003: Arif Mardin (producer), Jay Newland (producer & teknik), Norah Jones (producer & kunstner) for Don't Know Why*
- 2002: Brian Eno, Daniel Lanois (producer), Steve Lillywhite (teknik) & U2 for Walk On
- 2001: Brian Eno, Daniel Lanois (producer), Richard Rainey, Steve Lillywhite (teknik) & U2 for Beautiful Day*
- 2000: Matt Serletic (producer), David Thoener (teknik), Rob Thomas & Santana for Smooth*
- 1999: James Horner, Simon Franglen, Walter Afanasieff (producer), David Gleeson, Humberto Gatica, Simon Franglen (teknik) & Céline Dion for My Heart Will Go On*
- 1998: John Leventhal (producer) & Shawn Colvin for Sunny Came Home*
- 1997: Babyface (producer) & Eric Clapton for Change the World*
- 1996: Trevor Horn (producer) & Seal for Kiss From a Rose*
- 1995: Bill Bottrell (producer) & Sheryl Crow for All I Wanna Do
- 1994: David Foster (producer) & Whitney Houston for I Will Always Love You
- 1993: Russ Titelman (producer) & Eric Clapton for Tears in Heaven*
- 1992: David Foster (producer) & Natalie Cole for Unforgettable sunger af Natalie Cole with Nat King Cole*
- 1991: Hugh Padgham & Phil Collins (producer) for Another Day in Paradise sunget af Phil Collins
- 1990: Arif Mardin (producer) & Bette Midler for Wind Beneath My Wings*
- 1989: Linda Goldstein (producer) & Bobby McFerrin for Don't Worry, Be Happy*
- 1988: Paul Simon (producer & kunstner) for Graceland
- 1987: Russ Titelman (producer), Steve Winwood (producer & kunstner) for Higher Love
- 1986: Quincy Jones (producer) for We Are the World sunget af USA for Africa*
- 1985: Terry Britten (producer) & Tina Turner for What's Love Got to Do with It?*
- 1984: Quincy Jones (producer) & Michael Jackson (producer & kunstner) for Beat It
- 1983: Toto (producer & kunstner) for Rosanna
- 1982: Val Garay (producer) & Kim Carnes for Bette Davis Eyes*
- 1981: Michael Omartian (producer) & Christopher Cross for Sailing*
- 1980: Ted Templeman (producer) & The Doobie Brothers for What a Fool Believes*
- 1979: Phil Ramone (producer) & Billy Joel for Just the Way You Are*
- 1978: Bill Szymczyk (producer) & The Eagles for Hotel California
- 1977: Tommy LiPuma (producer) & George Benson for This Masquerade
- 1976: Daryl Dragon (producer) & Captain & Tennille for Love Will Keep Us Together
- 1975: John Farrar (producer) & Olivia Newton-John for I Honestly Love You
- 1974: Joel Dorn (producer) & Roberta Flack for Killing Me Softly With His Song*
- 1973: Joel Dorn (producer) & Roberta Flack for The First Time Ever I Saw Your Face*
- 1972: Lou Adler (producer) & Carole King for It's Too Late
- 1971: Roy Halee (producer), Art Garfunkel & Paul Simon (producer & kunstner) for Bridge Over Troubled Water*
- 1970: Bones Howe (producer) & 5th Dimension for Aquarius/Let the Sunshine In
- 1969: Paul Simon, Roy Halee (producer) & Simon & Garfunkel for Mrs. Robinson
- 1968: Johnny Rivers, Marc Gordon (producer) & 5th Dimension for Up, Up and Away*
- 1967: Jimmy Bowen (producer) & Frank Sinatra for Strangers in the Night
- 1966: Jerry Moss (producer) & Herb Alpert (producer and kunstner) for A Taste of Honey sunget af Herb Alpert & the Tijuana Brass
- 1965: Stan Getz & Astrud Gilberto for The Girl from Ipanema
- 1964: Henry Mancini for Days of Wine and Roses
- 1963: Tony Bennett for I Left My Heart in San Francisco
- 1962: Henry Mancini for Moon River*
- 1961: Percy Faith for Theme From A Summer Place'
- 1960: Bobby Darin for Mack the Knife
- 1959: Domenico Modugno for Nel Blue Dipinto di Blu (Volare)*

*viser at sangen også vandt Song of the Year.